# Titularbistum Gaguari
Gaguari ist ein Titularbistum der römisch-katholischen Kirche.
Es geht zurück auf ein ehemaliges Bistum in der antiken Stadt gleichen Namens in der römischen Provinz Byzacena bzw. Africa proconsularis in der Sahelregion von Tunesien.
| Titularbischöfe von Gaguari |                                  |                                                                     |                   |                   |
| Nr.                         | Name                             | Amt                                                                 | von               | bis               |
| 1                           | Mário Roberto Emmett Anglim CSsR | Prälat von Coari Apostolischer Administrator von Lábrea (Brasilien) | 23. März 1966     | 13. April 1973    |
| 2                           | Diego Gutiérrez Pedraza OESA     | Prälat von Cafayate (Argentinien)                                   | 10. Oktober 1973  | 3. November 1977  |
| 3                           | Sixtus Josef Parzinger OFMCap    | Apostolischer Vikar von Villarrica (Chile)                          | 17. Dezember 1977 | 19. November 2001 |
| 4                           | Francisco Moreno Barrón          | Weihbischof in Morelia (Mexiko)                                     | 2. Februar 2002   | 28. März 2008     |
| 5                           | Manuel Aurelio Cruz              | Weihbischof in Newark (USA)                                         | 9. Juni 2008      |                   |